# Паланский язык
Паланский язык — язык алюторцев, относящийся к чукотско-камчатской семье палеоазиатских языков.

## Распространение
Паланский язык распространён в Тигильском районе Корякского округа Камчатского края.

## Особенности
Принадлежит к t-диалектам, определяется как диалект алюторского или как самостоятельный язык. В отличие от алюторского, характеризуется гласными о и е, участвующими в сингармонизме.